# Douzième circonscription de la préfecture de Saitama
La douzième circonscription de la préfecture de Saitama (埼玉県第12区, Saitama-ken dai-jūni-ku) est l'une des seize circonscriptions législatives que compte la préfecture de Saitama au Japon.

## Description géographique
Entre 1994 et 2013, la douzième circonscription de la préfecture de Saitama regroupait les villes de Kumagaya, Gyōda, Kazo et Hanyū, le district de Kita-Saitama (ja) et une partie du district d'Ōsato correspondant au village puis bourg d'Ōsato (ja) et au bourg de Menuma (ja),.
Entre 2013 et 2022, elle comprenait les villes de Gyōda, Kazo et Hanyū et une partie des villes de Kumagaya et Kōnosu.
Depuis 2022, elle correspond aux villes de Kumagaya, Gyōda, Kazo et Hanyū.

## Députés
| Législature | Début de mandat | Fin de mandat | Député élu            | Parti politique | Parti politique |
| ----------- | --------------- | ------------- | --------------------- | --------------- | --------------- |
| 41e         | 1996            | 2000          | Toshio Masuda (ja)    |                 | Shinshintō      |
| 42e         | 2000            | 2003          | Toshio Kojima (ja)    |                 | PLD             |
| 43e         | 2003            | 2005          | Toshio Masuda         |                 | PLD             |
| 44e         | 2005            | 2009          | Toshio Kojima         |                 | PLD             |
| 45e         | 2009            | 2012          | Hiranao Honda (ja)    |                 | PDJ             |
| 46e         | 2012            | 2014          | Atsushi Nonaka (ja)   |                 | PLD             |
| 47e         | 2014            | 2017          | Atsushi Nonaka (ja)   |                 | PLD             |
| 48e         | 2017            | 2021          | Atsushi Nonaka (ja)   |                 | PLD             |
| 49e         | 2021            | 2024          | Toshikazu Morita (ja) |                 | PDC             |
| 50e         | 2024            | -             | Toshikazu Morita (ja) |                 | PDC             |